# Симмий (сын Андромена)
Симмий (др.-греч. Σιμμίας) — военачальник армии Александра Македонского.

## Биография
Симмий был вторым по старшинству из четырёх сыновей представителя знатного верхнемакедонского рода Тимфеи Андромена. Симмий родился около 360 года до н. э. и, предположительно, был назван в честь деда по материнской линии. Дядей Симмия был знаменитый военачальник и диадох Полиперхон.
Во время походов Александра брат Симмия Аминта командовал таксисом тимфейцев. Логично предположить, что Симмий был одним из офицеров в данном воинском подразделении. Однако, по мнению В. Хеккеля, Cиммий не обладал талантами военачальника. С этим, возможно, связан достаточно неясный фрагмент Арриана: «Рядом с ними стоял полк Кена, … затем Аминты, сына Филиппа. Этим полком командовал тоже Симмия, так как Аминта был отправлен в Македонию набирать войско». Дело в том, что Аминта в конце 332 года до н. э. был отправлен в Македонию за подкреплениями. Логично предположить, что его таксис должен был перейти под управление второго по старшинству брата — Симмия. Однако во время решающей битвы при Гавгамелах 331 года до н. э. Александр посчитал необходимым перепоручить командование другому военачальнику при сохранении за Симмием формального управления таксисом. Во время сражения, согласно Арриану, Симмий со своим полком остался стоять на месте, когда другие воины преследовали убегающих персов, что античный историк объясняет бедственным для македонян положением дел на другом фланге.
В 330 году до н. э. Симмий вместе с братьями был заключён под стражу по подозрению в участии в заговоре Филоты. Среди прочего им припомнили дружбу с Филотой. Во время суда Аминта, который к тому моменту вернулся из Македонии с подкреплениями, произнёс яркую экспрессивную речь, и все братья были оправданы. Вскоре после суда Аминта был тяжело ранен стрелой во время осады какого-то поселения и вскоре погиб. То, что командование полком тимфейцев перешло не ко второму по старшинству брату Аминты Симмию, а к Атталу можно объяснить несколькими причинами — слабыми военными способностями Симмия, так и дружескими взаимоотношениями между Александром и Атталом.
Так как античные источники ничего не говорят о дальнейшей жизни Симмия, можно предположить, что он вскоре погиб, умер от болезни, либо покинул войско Александра.